# Porta Nuova (Palermo)

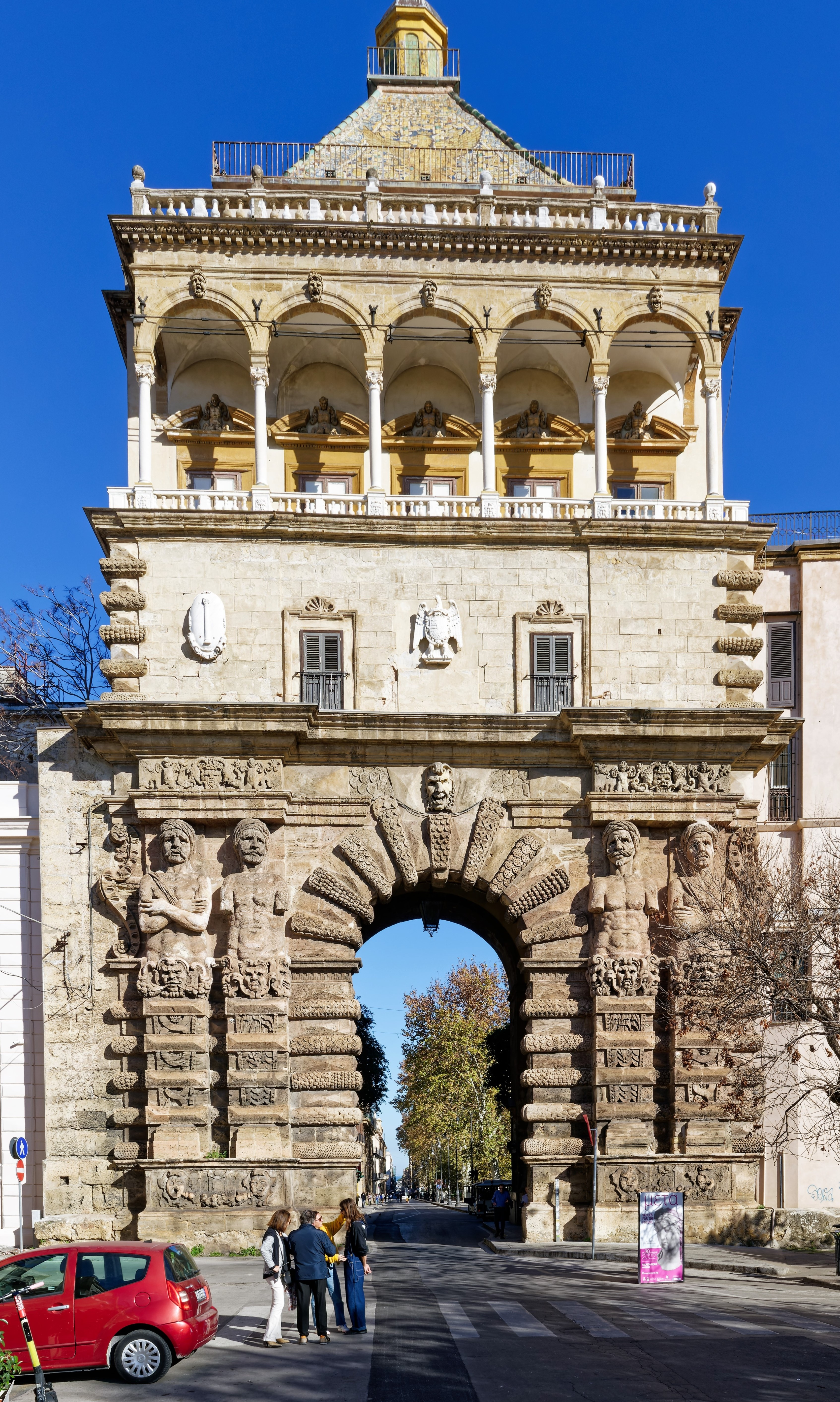
Porta Nuova von Westen

Die Porta Nuova (it. für „neues Tor“) war für Jahrhunderte das wichtigste Stadttor Palermos. 
Sie ist an das Nordende des Normannenpalasts angebaut. Bis zur Porta Nuova führt der Corso Vittorio Emanuele, eine Hauptstraße der Altstadt von Palermo. Ihr Gegenstück ist die Porta Felice am anderen Ende des Cassaros. Stadtauswärts führt der sich anschließende Corso Calatafimi in Richtung Monreale.
Die Porta Nuova wurde 1583 durch den Vizekönig Marcantonio Colonna anstelle eines bereits bestehenden Stadttores errichtet, um an den Sieg Karls V. 1535 in Tunesien zu erinnern. Dargestellt wird dieser Sieg durch vier Mauren, die als Pfeiler in die Fassade eingearbeitet sind.
Nachdem das Tor bei einer Schießpulverexplosion 1667 völlig zerstört worden war, wurde es 1669 durch Gaspare Guercio wiederaufgebaut. Bei diesem Umbau entstanden auch die Loggia und das pyramidenförmige Dach.

## Bildergalerie

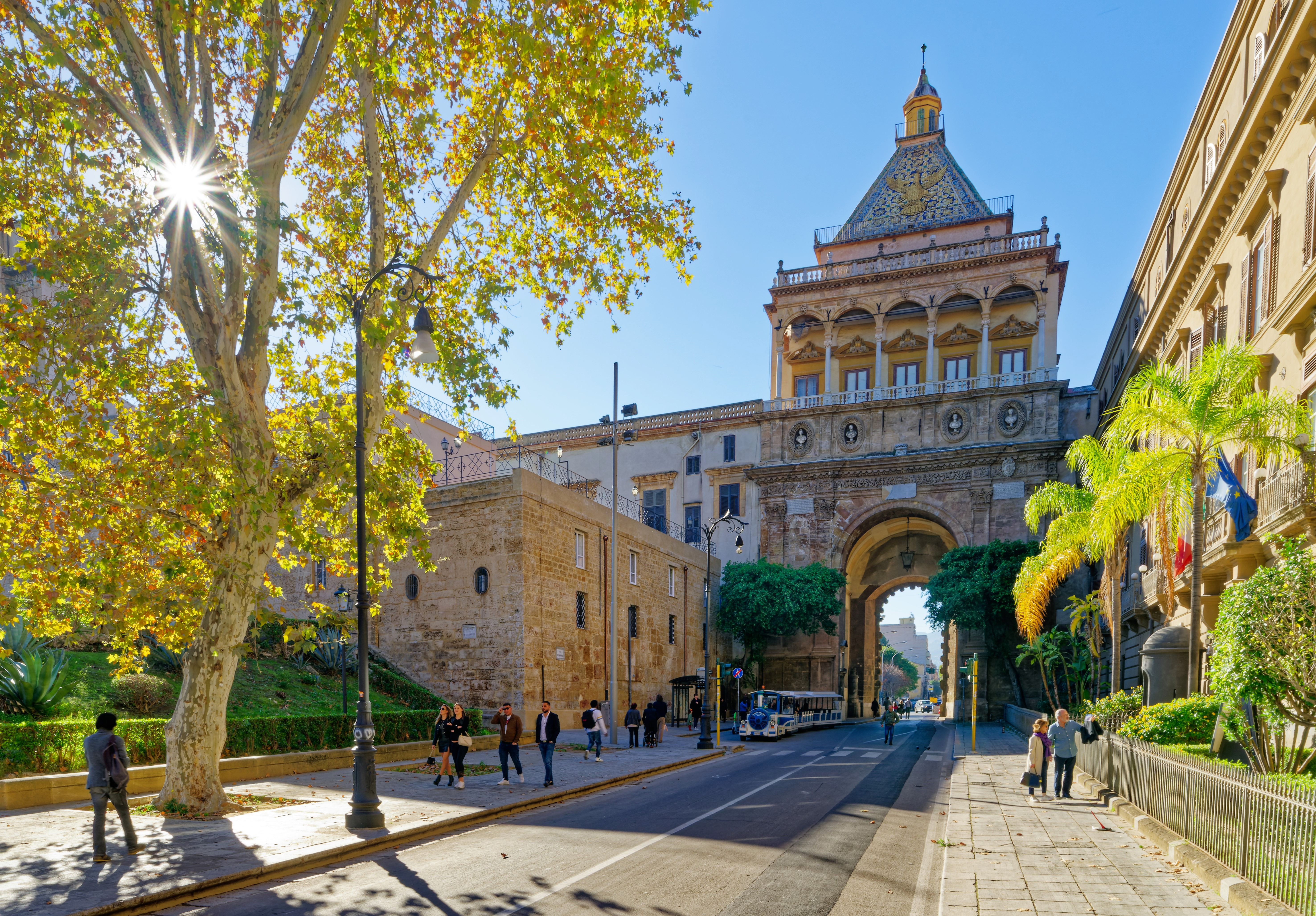
Porta Nuova von Osten
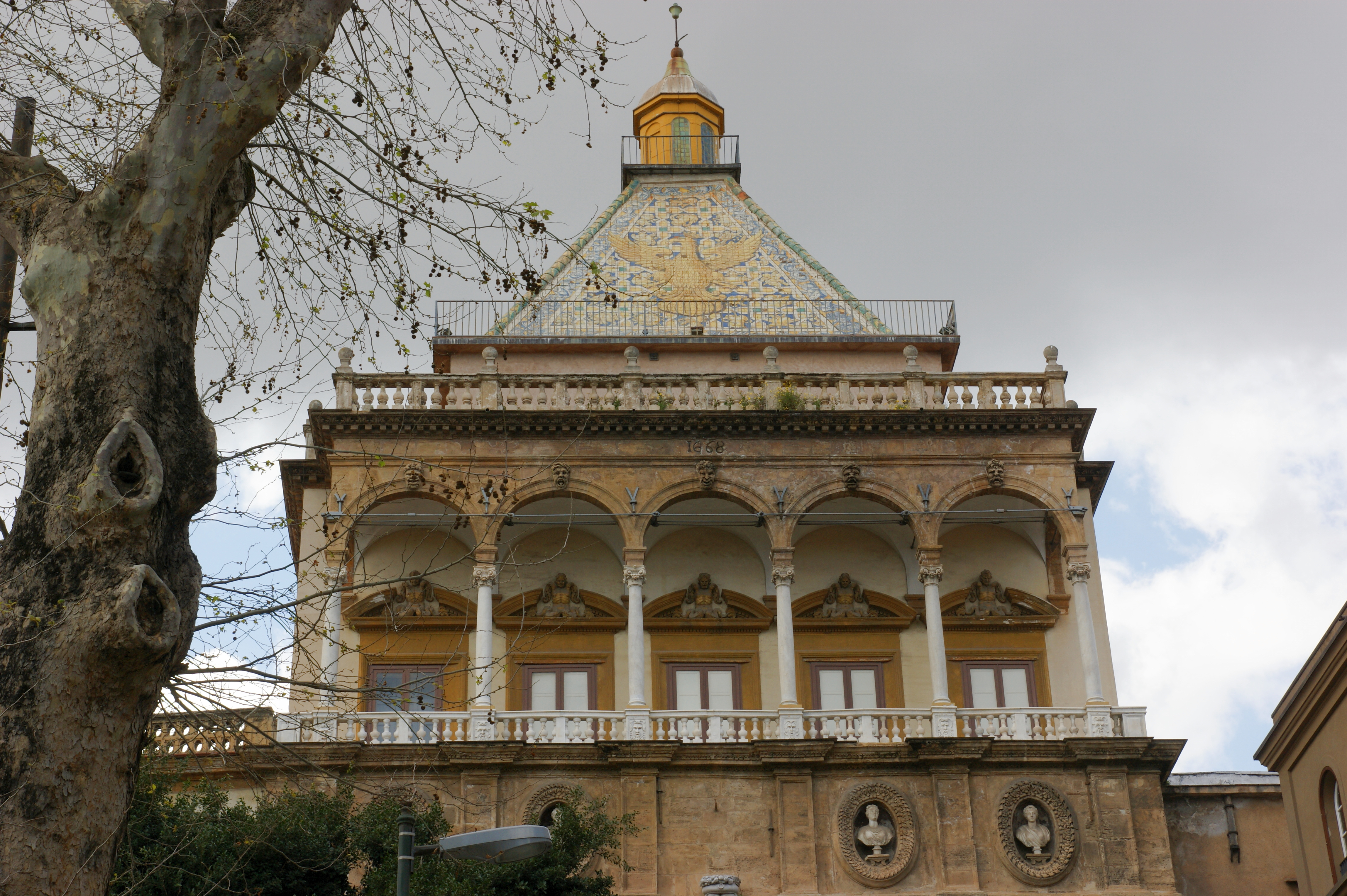
Loggia und Keramikdach
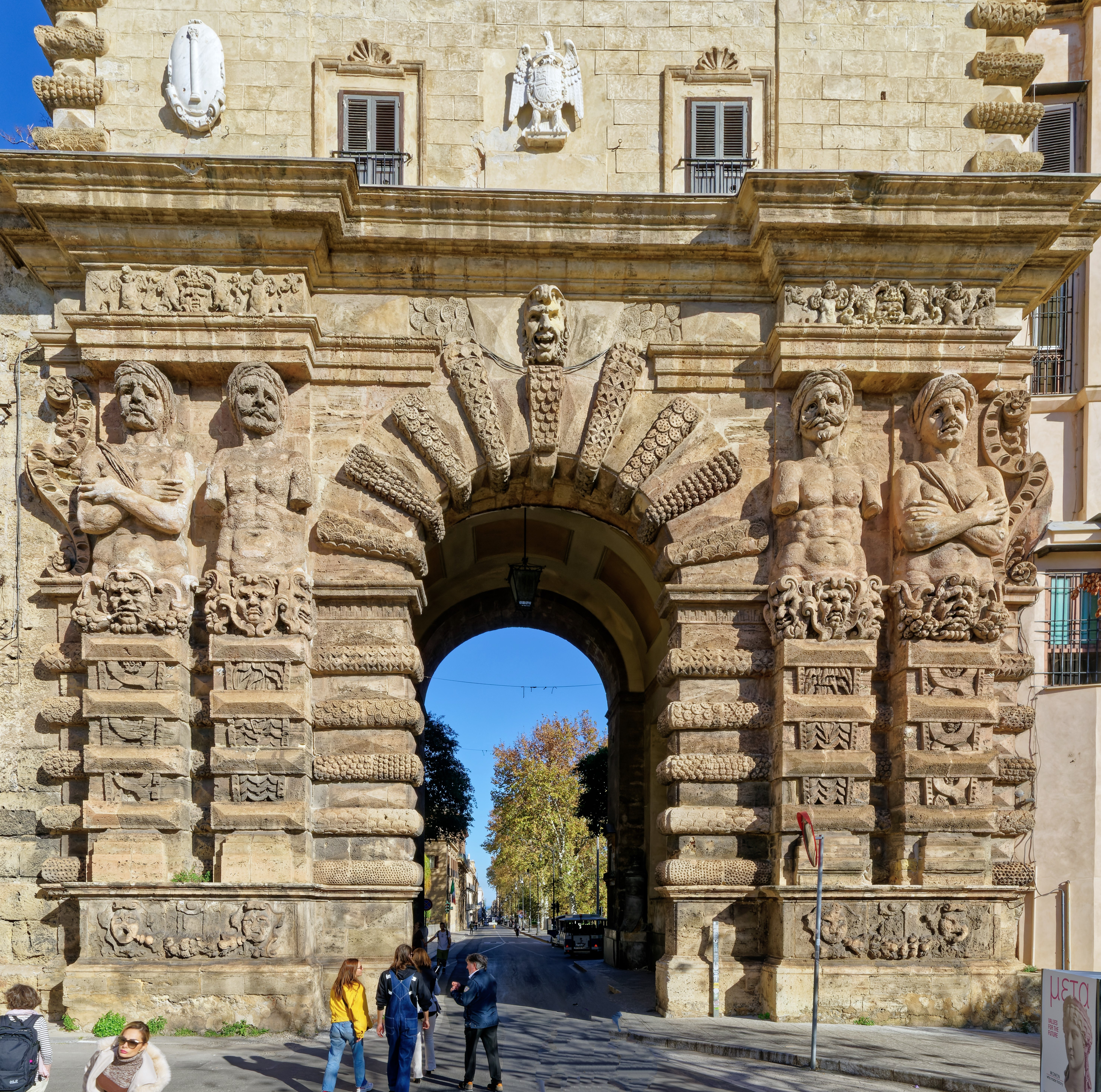
Maurenfiguren am Sockelv